# مسجد الماشور
مسجد الماشور أو مسجد الماشور كامبونج سونغاي ماو يقع المسجد في منطقة كامبونج سونغاي ماو، والتي تبعد حوالي ستين كيلومتر من بلدة بيليت في بروناي .

## البناء
بدأ بناء مسجد الماشور في عام 1990، على موقع أرض تبلغ مساحتها فدان واحد، واكتمل بناء المسجد بعد عام في 1991، مع نفقات كلفة مبلغ 162،000.00 دولار .

## الافتتاح
تم رسميا افتتاح مسجد الماشور رسميا من قبل صاحب السمو الملكي الأمير حاجي العال برنس، وذلك يوم الجمعة الرابع والعشرين من شهر شعبان من عام 1412 هـ الموافق الثامن والعشرين من شهر فبراير من عام 1992، وقد تم التبرع بهذا المسجد من قبل أوانغ حاجي مالاي مالاي ماشور بن دميت .

## استيعاب المسجد
تبلغ قدرة مسجد الماشور الاستيعابية لحوالي 200 مصلي في وقت واحد، واحدة من التسهيلات المتاحة في المسجد وجود مكتبة.